# Schneisingen
Schneisingen es una comuna suiza del cantón de Argovia, situada en el distrito de Zurzach. Limita al norte con las comunas de Wislikofen y Siglistorf, al este con Niederweningen (ZH), al sur con Ehrendingen, al oeste con Lengnau, y al noroeste con Böbikon.

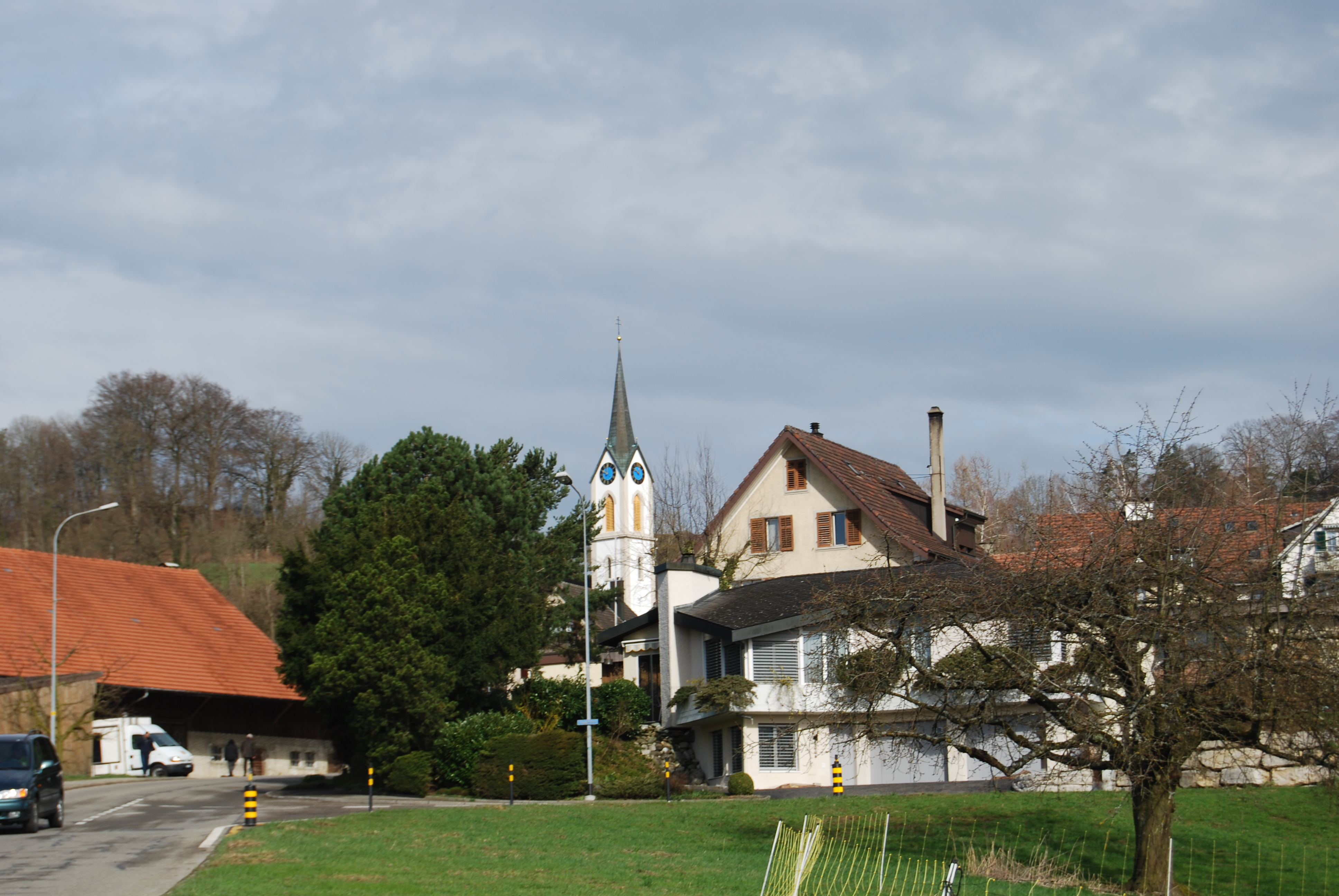
Schneisingen